# Vše kromě zbraní
Vše kromě zbraní (anglicky Everything But Arms (EBA)) je opatření Evropské unie, díky kterému jsou osvobozeny od cla všechny dovozy do EU z nejméně rozvinutých států (Least Developed Countries) s výjimkou zbraní. EBA nabyla účinnost 5. března 2001. Přechodná ustanovení existují u banánů (do ledna 2006), cukru (do července 2009) a rýže (do září 2009).
Snahou je podpořit rozvoj nejchudších států.